# Волюве
Волюве (нід. Woluwe, фр. Woluwe) — річка в Бельгії. Протікає на схід від Брюсселя через деякі комуни Брюссельського столичного регіону й далі — по півдню Фландрії. Права притока Сенни.

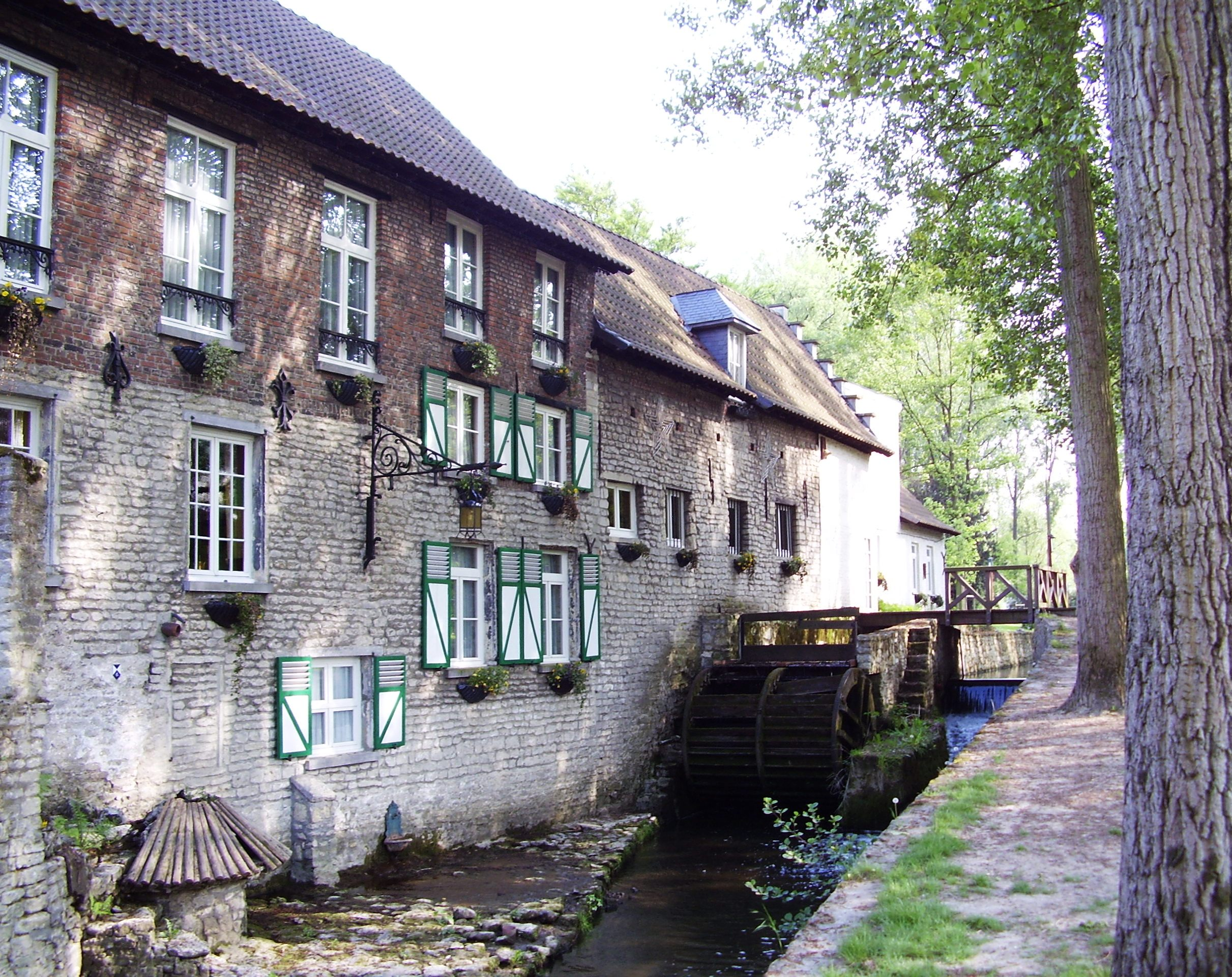
Колишній млин у комуні Волюве-Сен-Ламбер, на якому використовувалася вода річки Волюве.

Бере початок у Суанському лісі в межах комуни Ватермаль-Буафор, при стіканні трьох невеличких ручаїв Voylbeek, Karregat, Zwanewijdebeek, тече з півдня на північ і проходить через комуни Ватермаль-Буафор, Одергем, Волюве-Сен-П'єр, Волюве-Сен-Ламбер, Евер, Крайнем, Завентем, Дігем, Вілворде. Гирло річки лежить у комуні Вільворде, де вона впадає у Сенну.
На річці Волюве в різних комунах створено численні ставки. В минулому води річки використовувалися на збудованих біля неї млинах для приведення в дію водяних коліс. У комуні Волюве-Сен-Ламбер досі зберігається один з таких млинів.
Від назви річки походять назви трьох населених пунктів, через які вона протікає:
- Волюве-Сен-Ламбер,
- Волюве-Сен-П'єр,
- Сінт-Стевенс-Волюве.